# Liophryne rubra
Espèce
Statut de conservation UICN

 DD  : Données insuffisantes
Liophryne rubra est une espèce d'amphibiens de la famille des Microhylidae.

## Répartition
Cette espèce est endémique de la province des Hautes-Terres occidentales en Papouasie-Nouvelle-Guinée. Elle est présente entre 1 750 et 2 000 m d'altitude,.

## Étymologie
Son nom d'espèce, du latin rubra, « rouge », lui a été donné en référence à sa coloration.

## Publication originale
- Zweifel, 2000 : Partition of the Australopapuan microhylid frog genus Sphenophryne with descriptions of new species. Bulletin of the American Museum of Natural History, vol. 253, p. 1-130 (texte intégral).